# Różan
Różan (deutsch Rozan) ist eine Stadt im Powiat Makowski der Woiwodschaft Masowien in Polen. Sie ist Sitz der gleichnamigen Stadt-und-Land-Gemeinde mit 4400 Einwohnern (Stand 31. Dezember 2020).

## Geschichte
Die Stadt wurde 1378 nach dem Kulmer Recht gegründet. Mit ihrer günstigen Lage am Narew erlangte die Stadt nicht nur eine wichtige wirtschaftliche Bedeutung. Das Russische Kaiserreich entschloss sich Anfang des 20. Jahrhunderts, an diesem strategisch wichtigem Punkt eine Festung (russisch ружанский замок, polnisch Twierdza Różan) zu errichten. Die Festungsanlagen waren im Ersten Weltkrieg (1914), im Polnisch-Sowjetischen Krieg (1920) und im Zweiten Weltkrieg (1939 und 1944) Schauplatz heftiger Kämpfe.

## Gemeinde
Zur Stadt-und-Land-Gemeinde (gmina miejsko-wiejska) Różan gehören die Stadt selbst und 18 Dörfer mit Schulzenämtern.